# محمد إبراهيم حابسدي
محمد إبراهيم حابسدي (بالصومالية: Maxamed Ibraahim Xaabsade)‏ (نوفمبر 1952 - 24 يناير 2015) سياسي صومالي وقائد عسكري نشط في جيش رحنوين للمقاومة (RRA)، شغل منصب وزير النقل ومنصب وزير الزراعة في الحكومة الفيدرالية الانتقالية.

## خلفية تاريخية
ولد محمد إبراهيم حبسادي في قرية توسويني بمقاطعة بردالي بمحافظة باي جنوب الصومال، خدم في الجيش الوطني الصومالي إبان حكم الرئيس محمد سياد بري وكان متمركزًا في شمال الصومال، خاصة في مدينتي هرجيسا وبرعو، عُرف عنه التصوف.
كان حابسدي أحد القادة الذين أسسوا جيش رحنوين للمقاومة، الذي تأسس في جافاي بضواحي مقاطعة بردالي أواخر عام 1995، و توفي في 24 يناير 2015.

### خلفية الصراع
قبل قيام محمد فارح عيديد باجتياح بيدوا في 17 سبتمبر 1995، كان معظم أفراد عشيرة ليسان المنحدرة من قبيلة رحنوين يعملون ضمن عملية الأمم المتحدة في الصومال ومنظمة الأهلي لخدمات الإغاثة، التي كان يديرها شريف حسن شيخ آدم، واحتكرت منظمة الأهلي سلطة توقيع العقود مع المنظمات الإغاثية التي كانت تتمركز في بيدوا لتقديم المساعدة لضحايا المجاعة التي ضربت المنطقة الواقعة بين نهري جوبا وشبيلي، وأدى ذلك إلى شعور باقي عشائر رحنوين بالتهميش وأعقب ذلك نشوب اشتباكات عدة مرات بين عشائر رحنوين في سبتمبر 1995.
استولت عشيرة ليسان على مدينة بورهكبا، ولجأ شيوخ عشيرة إيلاي التي كانت تقطن المدينة إلى محمد فارح عيديد وطلبوا منه مهاجمة بيدوا، ونتيجة لذلك سقطت بيدوة في يد عيديد صباح يوم الأحد 17 سبتمبر 1995، وفي بداية الأمر رحبت معظم عشائر رحنوين، وانحازت إليه. ولجأ زعماء عشيرة ليسان بما فيهم حابسدي، إلى المقاومة المسلحة لتحرير بيدوا من عيديد، وأسسوا مع سياسيين آخرين (جيش رحنوين للمقاومة RRA) في بلدة جافاي وعينه العقيد حسن محمد نور شاتيجادود نائبا له.

### معارضة
عُين حابسدي في منصب النائب الثاني لزعيم جيش رحنوين للمقاومة، ليكون بذلك ثالث أهم قيادي في الفصيل، وبما أن محمد فارح عيديد كان يستهدف عشائر رحنوين رأى قادة RRA أنه لا يمكن التحرك بدون مساعدة جميع عشائر رحنوين.
في عام 2002، عارض حابسدي، إلى جانب الشيخ آدم محمد نور (مدوبي)، قائد فصيل (RRA) شاتيغدود عندما أعلن نفسه رئيسًا لحكومة جنوب غرب الصومال المتمتعة بالحكم الذاتي والتي لم تدم طويلاً، وبعد سنوات اندلعت مناوشات عسكرية بين حابسدي ومدوبي، دارت بعضها داخل مدينة بيدوا، وحصل فصيل حابسدي على المساعدة من حليف يُدعى محمد نور سرنسور. ونجحو في طرد الميليشيات الموالية لكل من آدم مدوبي وشاتيجدود من بيدوا.
وعارض حبسادي نقل الحكومة الاتحادية الانتقالية إلى بيدوا، وتحالف في نهاية المطاف مع أمراء الحرب في مقديشو.

## مناصب سياسية
في 1 ديسمبر 2004 عُين محمد إبراهيم حابسدي وزيرا للمصالحة والتواصل مع الجالية الصومالية في الخارج في حكومة علي محمد جيدي.
في 21 أغسطس 2006 عُين حابسدي وزيرا للنقل في الحكومة الانتقالية الصومالية.
في 2 ديسمبر 2007 عُين مرة أخرى في منصب وزير النقل في الحكومة الانتقالية بقيادة نور حسن حسين عدي.
في 21 فبراير 2009 عُين وزيرا للموانئ والنقل البحري في حكومة عمر شارماركي.
شغل حابسدي مقعدا في البرلمان الفيدرالي الصومالي منذ 29 أغسطس 2004.
في 17 أغسطس 2012 رفضت لجنة المصادقة على أعضاء مجلس الشعب الصومالي ضم محمد إبراهيم حابسدي إلى القائمة واتهمت اللجنة حابسدي بكونه من قادة الفصائل المسلحة في البلاد، ليرد حابسدي بأن تأسيسهم لجيش رحنوين للمقاومة كان رد فعل على محاولة السيطرة على محافظة باي من قبل عيديد. ثم لم يلبث أن انضم إلى المجلس وشغل مقعدا فيه حتى وفاته.

## وفاته
في 24 يناير 2015 بعد صراع مع المرض توفي محمد إبراهيم حابسدي في العاصمة الصومالية مقديشو.